# Ange Signe
 (juin 2011).
Ange Signe est un personnage de bande dessinée créé par le dessinateur et scénariste belge Maurice Tillieux, pour le magazine Ima L'Ami des Jeunes, en 1958 . Moins connu que Gil Jourdan ou que Félix mais réalisé dans le même esprit « policier », il vécut l'espace de dix-huit aventures dans plusieurs journaux ou magazines différents (IMA l'Ami des Jeunes, L'Intrépide et Récréation). La MJC de Longwy réédita en 1981 la première aventure d'Ange Signe, La Grotte au Démon Vert,, parue en noir et blanc dans le magazine L'intrépide, en 1962. Cet album est, malgré sa qualité moyenne, très recherché aujourd'hui. Les Editions de l'Elan ont édité en novembre 2008 un album sous le même titre : La Grotte au Démon Vert, à la différence qu'il s'agit ici de la version restaurée de l'originale de cette histoire, publiée en couleur dans IMA L'Ami des Jeunes, en 1958.  Un deuxième album est sorti en juin 2011 aux Editions de l'Elan: ANGE SIGNE N° 2, contenant la suite de La Grotte au Démon Vert et intitulée : La Résurrection du Potomac (version inédite), plus une deuxième histoire : Aventures aux Amériques. 
Le personnage d'Ange signe est un personnage à part entière. Si ses aventures sont basées sur des histoires de Félix, elles sont parfois entièrement retravaillées. Ainsi, l'aventure d'Ange Signe La Grotte au Démon Vert, basée sur une histoire de Félix intitulée La Grotte Hantée parue dans les Héroïc-Albums, passe de 12 pages dans les Héroic-Albums, à 32 pages dans le magazine IMA, l'ami des jeunes, quelques années plus tard... ! Et l'histoire La résurrection du Potomac passe de 12 pages à 18 pages, etc.  En plus, Tillieux a réécrit de nombreux textes des bulles, changé l'aspect des personnages, dessiné de nouvelles cases, supprimé certains personnages, et créé de nouveaux gags.[réf. nécessaire]

## Documentation
- Site "Oufti les Amis de François Walthéry", juin 2011
- Site bedetheque.com - Juin 2011 Albums Ange Signe
- Site de Jean Jacques Procureur - 15 mai 2011
- Site actuabd.com du 3 juillet 2011 - Article de Didier Pasamonik
- Francis Matthys dans le journal La Libre Belgique du 8 juillet 2011
- Site Graphivore du 06/07/2011
- Site BDzoom.com "Une Aventure d’Ange Signe : La Grotte au démon vert" par Gilles Ratier dimanche 22 février 2009
- planetebd.com/bande-dessinee/editions de l'elan/ange-signe/la grotte au demon vert/ planetebd.com du 19 août 2009
- critiques bd la grotte au demon vert/ bdtresor.net du 23/08/2009
- la grotte au demon vert par maurice tillieux Site Graphivore du 25/11/2008